# 程长庚

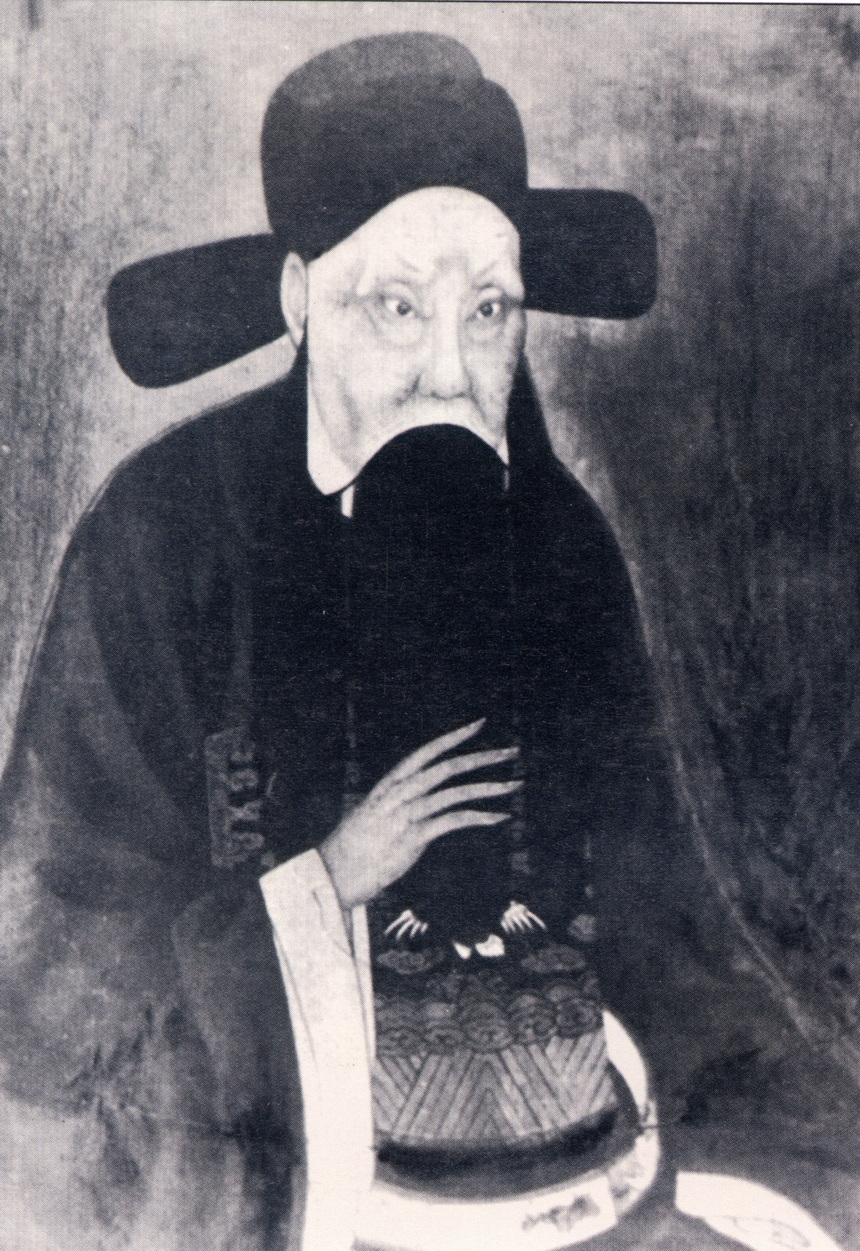
《群英会》程长庚饰鲁肃

程长庚（1811年—1880年），名椿，谱名闻檄，一名闻翰，字玉珊（一作玉山），自号四箴堂，长庚系乳名。安徽潜山（今潜山市）人，清朝京剧演员、戏剧活动家、教育家，工老生，与余三胜、张二奎齐名，并称“老生三杰”（或“前三鼎甲”）。程长庚居三甲之首，是早期京剧的主要代表人物，为京剧的成熟发展作出了重要贡献。“咸、同之交，徽人程长庚，余三胜，於湖广调中精求所以调声运气之法。一唱三叹，听之使人荡气娱神，世称'京二黄'”。
与此同时，程长庚在北京主持三庆班，并长期担任精忠庙的会首，梨园尊称“大老板”。

## 家世生平
程家祖居安徽怀宁石牌镇，长庚嘉庆十六年（1811年）农历10月7日出生于潜山县黄泥镇程家井。其父程祥桂是道光年间三庆班掌班人。
道光二年(1822)程长庚随父北上，拜入米喜子（应先）门下，入著名的昆曲和盛科班，与潘阿巧、嵇永林、杨鸣玉、龙小生、大奎官、索桂香为师兄弟。
1875年秋领三庆部在西珠市口之天和馆饭庄演出。
1879年1月，因年事已高，向管理精忠庙事务内务府官员禀呈保选徐小香、杨月楼“帮办庙首差务”。
1879年9月4日和5日，三庆班应史家胡同王文怡公夔石宅堂会，程长庚演《伏虎》《文昭关》《钗钏大审》三剧。
晚年，创办三庆科班，培养了陈德霖、钱金福、张淇林等著名演员。
去世前不久，在秦老胡同明善府中堂会，连唱四本《取南郡》，夜又唱《洪羊洞》，太吃力，回家即病，不久故去。
光绪五年农历十二月十三日（1880年1月24日）亥时殁，葬于彰仪门（今广安门）外石道路旁北侧。

## 艺术成就
程长庚天赋卓越，昆曲基础雄厚。程为安徽人，唱念多徽音徽调，世人称之为“徽派”，实则所谓“徽派”与昆曲同遵中州韵，故有“字谱昆山鉴别精”的美誉，长庚的演唱“抑扬吞吐之妙为他伶不及”，皮黄调门高达“乙字调”（1=A）,"穿云裂帛，复于高亢之中，别具沉雄之致"；他文武兼擅，年逾六旬尚演《定军山》《战太平》《镇潭州》《战长沙》等靠把戏。程长庚不仅“于剧学素有深造，无所不通“，而且怀有崇高的戏剧理想和抱负。他崇尚昆曲的优秀传统，坚持戏剧的整体性，反对突出名角个人。“凡遇堂会，配角缺乏时，长庚自出充补，至于每次演二三出戏，更为常事”，尝言“正角亦唱戏，配角亦何独不唱戏耶?同一唱戏，又何高低之分，贵贱之别耶？”

## 代表作品
《法门寺》（饰赵廉）《群英会·草船借箭》（饰鲁肃）《战樊城·文昭关》（饰伍子胥）《取成都》（饰刘璋）《洪羊洞》（饰杨六郎）《钗钏大审》（饰问官）《汜水关》《华容道》《战长沙》（饰关公）《镇潭州》《风云会》《天水关》《状元谱》《凤鸣关》等。

## 弟子传人
孙菊仙、谭鑫培、汪桂芬、杨月楼、周子衡。

## 亲属后代
子：章圃，习司鼓；孙：继先，为名小生。